# Lackalänga-Stävie församling
Lackalänga-Stävie församling är en församling i Frosta-Rönnebergs kontrakt i Lunds stift. Församlingen ligger i Kävlinge kommun i Skåne län och utgör ett eget pastorat.

## Administrativ historik
Församlingen bildades 1998 genom sammanslagning av Lackalänga församling och Stävie församling och utgör sedan dess ett eget pastorat. Församlingen omfattar samma område som tidigare Furulunds köping.

## Kyrkor

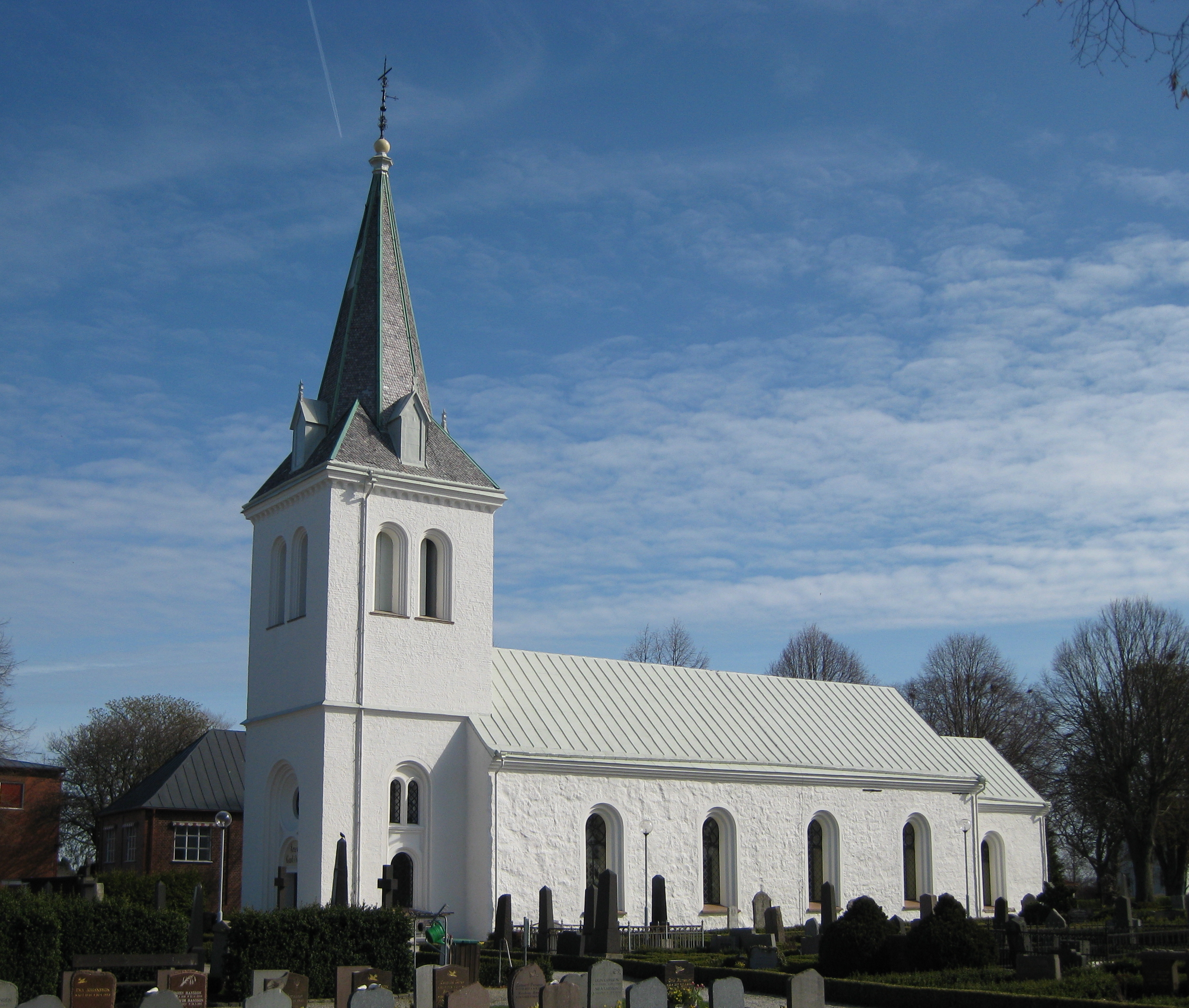
Lackalänga kyrka
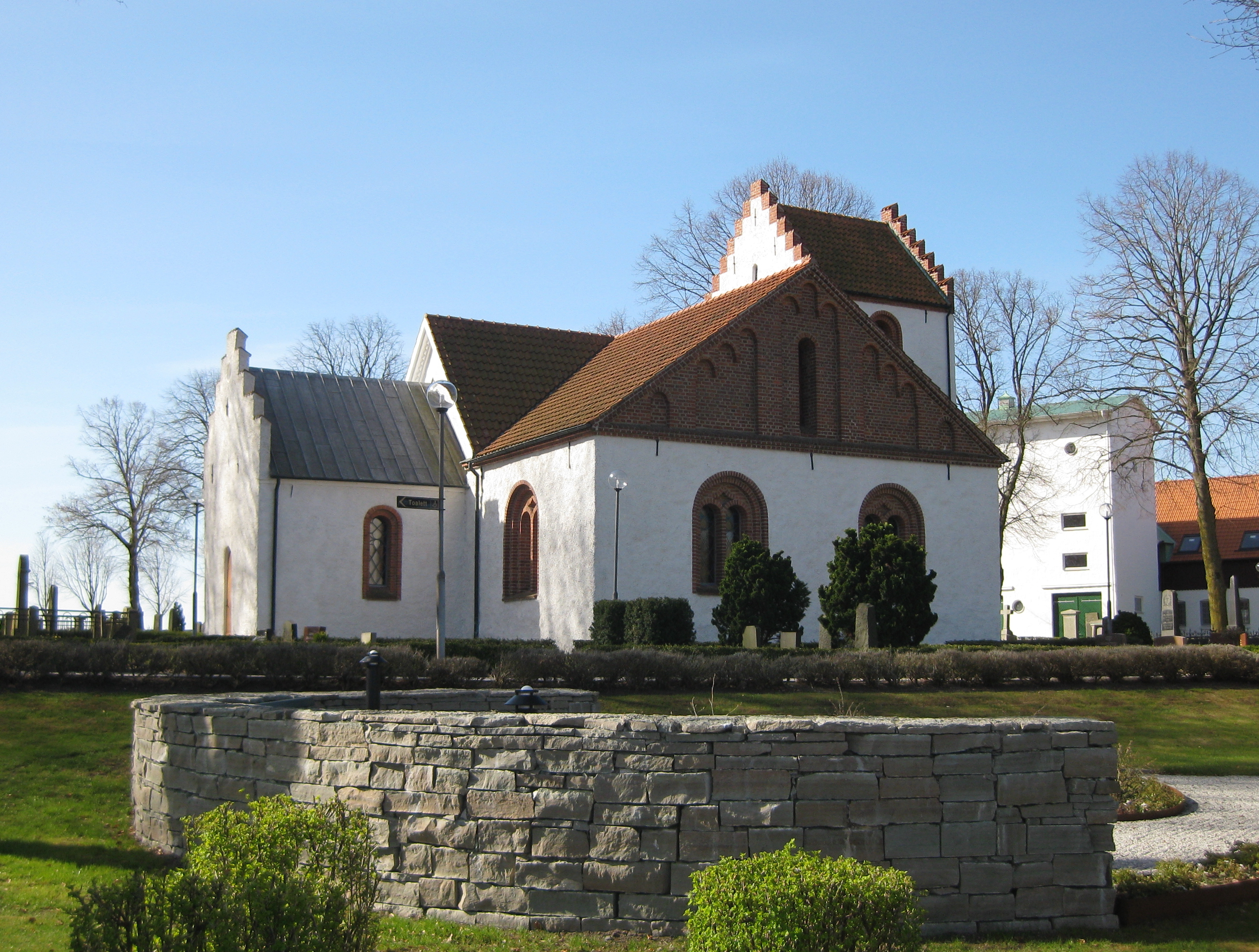
Stävie kyrka